# Passerina (thực vật)
Passerina là một chi thực vật có hoa trong họ Thymelaeaceae. Các loài trong chi này là những cây bụi tương tự như thạch nam mọc chủ yếu tại khu vực fynbos và các môi trường sống cây bụi khác ở Nam Phi.

## Các loài
Chi này chứa khoảng 20 loài.
- Passerina aragonensis  (Rouy) Rouy
- Passerina burchellii Thoday
- Passerina comosa  (Meisn.) C.H. Wright
- Passerina corymbosa Eckl. ex C.H. Wright
- Passerina drakensbergensis Hilliard & B.L. Burtt
- Passerina ericoides L.
- Passerina esterhuyseniae Bredenkamp & A.E. van Wyk
- Passerina falcifolia  (Meisn.) C.H. Wright
- Passerina filiformis L.
- Passerina galpinii C.H. Wright
- Passerina montana Thoday
- Passerina montivaga Bredenkamp & A.E. van Wyk
- Passerina nivicola Bredenkamp & A.E. van Wyk
- Passerina obtusifolia Thoday
- Passerina paleacea Wikstr.
- Passerina paludosa Thoday
- Passerina pendula Eckl. & Zeyh. ex Thoday
- Passerina quadrifaria Bredenkamp & A.E. van Wyk
- Passerina rigida Wikstr.
- Passerina rubra C.H. Wright
- Passerina truncata  (Meisn.) Bredenkamp & A.E. van Wyk